# Trận Zenta
Trận Zenta hay Trận Senta, diễn ra vào ngày 11 tháng 9 năm 1697 về phía nam Zenta (tiếng Serbia: Senta; khi ấy là đất thuộc Đế quốc Ottoman; ngày nay ở Serbia), ở bờ đông sông Tisa, là một trận đánh quan trọng trong cuộc Đại chiến Thổ Nhĩ Kỳ (1683 – 1699) và là một trong những thất bại quyết định nhất trong lịch sử Ottoman. Bằng một đợt tập kích quyết liệt, các lực lượng Đế quốc Habsburg dưới sự chỉ huy của Vương công Eugène de Savoie-Carignan đã đập tan quân đội Ottoman vốn đang trong tiến trình vượt sông. Chỉ với cái giá khoảng 2.000 quân tử trận và bị thương, quân đội Habsburg đã gây cho quân Ottoman 30.000 thương vong, buộc Sultan Mustafa II cùng số quân còn lại của Ottoman phải rút chạy và kho báu của quân Ottoman cũng bị thu giữ. Như một hậu quả trực tiếp của trận đánh, Đế quốc Ottoman mất quyền kiểm soát Bosnia, và sau cùng, chiến thắng của quân Habsburg tại Zenta là bước quyết định cuối cùng để buộc Đế quốc Ottoman phải ký kết Hòa ước Karlowitz (1699), chấm dứt sự thống trị của Ottoman trên những phần đất rộng lớn ở Trung Âu.
Mặc dù đây là thắng lợi trước một đội quân được tổ chức và huấn luyện lạc hậu, trận Zenta đã được khiến cho tên tuổi của Eugène được ca ngợi trên khắp châu Âu.

## Bối cảnh lịch sử
Sau khi đế đô của nhà Habsburg được giải nguy trong trận Viên vào năm 1683, nước Áo giành thắng lợi lớn trong Đại chiến Thổ Nhĩ Kỳ và vào năm 1688 Beograd cùng với phần lớn bồn địa Pannonia đã bị quân đội Habsburg chiếm giữ. Nhưng do chiến tranh với Pháp đòi hỏi Áo phải chuyển bớt quân, và vị Tể tướng mới của Ottoman chấn chỉnh tình hình quân đội, người Áo đã mất thế thượng phong của mình. Quân Ottoman tái chiếm Beograd vào năm 1690 và chiến dịch năm sau diễn ra tương đối bế tắc.
Quân đội Áo sẽ được đặt dưới quyền Vương công Eugène de Savoie-Carignan trong lần đầu tiên mà ông giữ một chức chỉ huy độc lập; đây sẽ là chiến dịch đầu tiên trong hàng loạt chiến dịch ngoạn mục của vị vương công.

## Trận đánh

### Những vận động ban đầu
Vương công Eugène được bổ nhiệm làm Tổng tư lệnh quân đội Đế quốc La Mã Thần thánh tại bồn địa Pannonia mới được chinh phạt vào ngày 5 tháng 7 năm 1697. Đội quân của ông gồm tổng cộng là 7 vạn người, trong đó chỉ có 35.000 người sẵn sàng tham gia chiến trận. Do ngân quỹ chiến tranh đã trống rỗng, Eugène buộc phải mượn tiền để trả lương cho binh lính và xây dựng hệ thống quân y.
Quân đội Habsburg bao gồm các lực lượng bộ binh và kỵ binh Đức, Áo và Hungary (xấp xỉ 7.000 binh sĩ). Nhờ vào Sứ quân Paul Eszterházy, Vương quốc Hungary dưới sự trị vì của nhà Habsburg đã cống hiến cho Áo 2 vạn binh sĩ trong các cuộc chiến tranh Ottoman-Habsburg. Kỵ binh nhẹ và dân quân được tuyển mộ người Serbia cũng tham gia lực lượng liên quân.
Được tin Sultan và quân đội của mình đã đến Beograd, Eugène quyết định tập trung toàn bộ các lực lượng sẵn có của ông tại Hạ Hungary và Transilvania và bắt đầu kéo quân đến Petrovaradin. Sau khi tập trung binh lực, Eugène đã nắm trong tay mình từ 5 vạn đến 55.000 quân của Đế quốc La Mã Thần thánh để đối mặt với người Ottoman. Vào ngày 18 tháng 7, tại làng Kolut, Eugène đã tiến hành một cuộc thao duyệt các lực lượng của ông. Sau đó, ông dẫn quân tới Petrovaradin theo đường Sombor. Vào tháng 8, Eugène khiêu chiến ở vùng lân cận pháo đài Petrovaradin nhưng quân Ottoman, vốn đang thử phát độg một cuộc vây hãm, từ chối giao tranh với đối phương. Vào tháng 9, quân Ottoman tiến về phía bắc với ý đồ đánh chiếm pháo đài Szeged và quân đội Đế quốc La Mã Thần thánh theo sau họ.
Một số lính kỵ binh Kuruc người Hungary đã tham gia quân đội Ottoman dưới quyền Imre Thököly, mặc dù vậy phần lớn họ chiến đấu bên cạnh người Áo. Thököly đã được giao nhiệm vụ chỉ huy kỵ binh Ottoman trong trận đánh.